# Temporada de huracanes del Atlántico de 2022
La temporada de huracanes del Atlántico de 2022 fue un evento  en el ciclo anual de formación de ciclones tropicales. Fue la primera temporada menos activa desde 2015 tras la serie de temporadas con promedio por encima de lo normal desde 2016 a 2021. Con un saldo total de más de $117 mil millones (USD) es la tercera más costosa registrada en la cuenca del Atlántico. La temporada inició oficialmente el 1 de junio y finalizó el 30 de noviembre de 2022. Estas fechas, adoptadas por convención, describen históricamente el período de cada año en el que ocurre la mayor parte de la ciclogénesis tropical o subtropical en el Océano Atlántico (más del 97%). El Centro Nacional de Huracanes (NHC, por sus siglas en inglés) comenzó a emitir pronósticos meteorológicos tropicales regulares el 15 de mayo de 2022, unas dos semanas antes del comienzo de la temporada.
No se produjo ningún desarrollo subtropical o tropical en el Atlántico antes del inicio de la temporada, lo que lo convierte en el primero desde 2014 en no tener una tormenta nombrada antes de la temporada. Después de haberse formado solo tres tormentas tropicales de corta duración, a partir del 2 de julio la ciclogénesis tropical fue suprimida a lo largo de la cuenca durante dos meses aproximadamente por una combinación de fuertes vientos cortantes y aire más seco, más la presencia de la Capa de Aire del Sahara y como resultado, no se formaron ciclones tropicales en agosto por primera vez desde 1997. Con Bonnie y Julia cruzando hacia el Pacífico, la temporada se convirtió en la primera desde 1996 en la que dos ciclones sobreviven al cruce del Atlántico al Pacífico.
A principios de junio, el precursor de Alex dejó caer abundantes precipitaciones en el oeste de Cuba y el sur de la Florida provocando 4 muertes. El 1 de julio se formó Bonnie y tocó tierra a lo largo de la frontera entre Costa Rica y Nicaragua y luego cruzó hacia el Pacífico convirtiéndose en el primer ciclón en sobrevivir al cruce del Atlántico al Pacífico desde el Huracán Otto en 2016 produciendo fuertes precipitaciones en Centroamérica que resultaron en 5 fallecimientos. Ese mismo día se formó Colin frente a la costa de Carolina del Sur y solo produjo daños mínimos a Las Carolinas provocando una muerte. No se formaron ciclones tropicales en el mes de agosto por primera vez desde 1997. 
En septiembre hubo una explosión tropical en el Atlántico con la formación de los huracanes Danielle, Earl, Fiona e Ian, las tormentas tropicales Gaston y Hermine y la Depresión tropical Once. Danielle se formó el 1 de septiembre y cuando se convirtió en el primer huracán de la temporada al día siguiente, se rompió una racha de 332 días en el Atlántico sin la presencia de un huracán, la cual había comenzado el 5 de octubre de 2021 cuando Sam perdió la categoría, constituyendo la tercera racha más larga desde 1965 hasta la actualidad. Danielle, además, fue el huracán que más tarde se formó en una temporada desde el 2013. Mientras, Earl se convirtió en el segundo huracán de la temporada el 5 de septiembre y afectó con fuertes vientos y lluvias a las Bermudas y además mató a 2 personas en Puerto Rico y a 2 en la costa este de Estados Unidos. Por su parte, Hermine dejó lluvias récord para un mes de septiembre en las Islas Canarias. Los dos ciclones más importantes del mes y de la temporada, Fiona e Ian provocaron daños catastróficos a su paso. Fiona fue el tercer huracán y el primer huracán importante de la temporada y se convirtió en el peor desastre natural de Puerto Rico desde el Huracán María en 2017 así como en el primer huracán que toca tierra en República Dominicana desde Jeanne en 2004 además de ser uno de los peores desastres naturales en la historia de las provincias atlánticas de Canadá y en total mató a 29 personas y dejó $3.09 mil millones en daños a su paso. Ian fue el cuarto huracán y segundo huracán importante de la temporada y tocó tierra en Cuba a finales de septiembre como un gran huracán categoría 3 provocando daños catastróficos, convirtiéndose en el primer gran huracán que toca tierra allí desde Irma en 2017 y un día después tocó tierra en Florida, Estados Unidos como un poderoso huracán categoría 4 convirtiéndose en el primer huracán importante que toca tierra en ese estado desde Michael en 2018 provocando daños incalculables y dejando localidades abnegadas en agua y dos días después tocó tierra en Carolina del Sur como categoría 1, el primer huracán en tocar tierra en ese estado desde Matthew en 2016. En total Ian dejó a su paso 168 muertes y más de $112.9 mil millones en daños.
A principios de octubre se formó Julia convirtiéndose en el quinto huracán de la temporada el 8 de octubre y al día siguiente se convirtió en el segundo ciclón de la temporada en cruzar hacia la cuenca del Pacífico convirtiendo a esta temporada en la primera desde 1996 en la que dos sistemas cruzan del Atlántico al Pacífico. Julia dejó caer fuertes precipitaciones que provocaron graves daños en partes del Caribe y Centroamérica, sobre todo en Venezuela, y en total mató a 89 personas y dejó cerca de $400 millones en daños. Karl se formó a mediados de mes sobre el Golfo de México y dejó caer fuertes precipitaciones que mataron a 3 personas en ese país. En noviembre, dos huracanes (Lisa y Martin) estaban simultáneamente activos en el Atlántico por primera vez desde el 2001 y solo la tercera vez que pasa en el Atlántico. Lisa se convirtió en el sexto huracán de la temporada el 2 de noviembre antes de convertirse en el primer huracán que toca tierra en Belice en un mes de noviembre desde el año 1942 dejando abundantes precipitaciones y una peligrosa marejada ciclónica provocando daños en $100 millones, mientras que Martin se convirtió ese mismo día en el séptimo huracán de la temporada pero permaneció sobre aguas abiertas sin ofrecer daño alguno. Poco después se formó Nicole y el 9 de noviembre se convirtió en el octavo huracán de la temporada y en el tercer huracán del mes convirtiendo a 2022 junto con 2001 en las temporadas con más formaciones de huracán en noviembre. Nicole fue el primer huracán que tocó tierra en el mes de noviembre en Bahamas desde Michelle en 2001 y en la costa este de Florida desde el Huracán Yankee en 1935 y en general dejó 11 fallecidos y cerca de $1 mil millones en daños a su paso.

## Pronósticos
Antes y durante cada temporada de huracanes, los servicios meteorológicos nacionales, las agencias científicas y destacados expertos en huracanes emiten varios pronósticos de actividad de huracanes. Estos incluyen pronosticadores del Centro Nacional de Predicción de Huracanes y Clima de la Administración Nacional Oceánica y Atmosférica (NOAA) de los Estados Unidos, Tropical Storm Risk, la Met Office del Reino Unido y Philip J. Klotzbach, William M. Gray y sus asociados en el Universidad Estatal de Colorado (CSU). Los pronósticos incluyen cambios semanales y mensuales en factores importantes que ayudan a determinar la cantidad de tormentas tropicales, huracanes y huracanes importantes dentro de un año en particular. Según Administración Nacional Oceánica y Atmosférica (NOAA) y CSU, la temporada promedio de huracanes en el Atlántico entre 1991 y 2020 contenía aproximadamente 14 tormentas tropicales, 7 huracanes, 3 huracanes mayores y un índice de Energía Ciclónica Acumulada (ACE) de 72 a 111 unidades. La Administración Nacional Oceánica y Atmosférica (NOAA) generalmente clasifica una temporada como superior al promedio, promedio o inferior al promedio según el índice ACE acumulativo, pero ocasionalmente también se considera el número de tormentas tropicales, huracanes y huracanes importantes dentro de una temporada.

### Previsiones de pretemporada
El 9 de diciembre de 2021, la Universidad Estatal de Colorado (CSU) emitió un pronóstico de rango extendido para la temporada de huracanes de 2022, prediciendo una actividad ligeramente superior al promedio con 13 a 16 tormentas nombradas, 6 a 8 huracanes, 2 a 3 huracanes mayores y un índice ECA de aproximadamente 124 unidades.[cita requerida] La TSR también emitió un pronóstico de rango extendido el 10 de diciembre de 2021. Sin embargo, pronosticó una actividad tropical cercana al promedio general con su índice ECA, anticipando la formación de 18 tormentas tropicales, 8 huracanes y 3 huracanes intensos durante la temporada. Uno de sus factores fue la expectativa de una condición neutral de El Niño-Oscilación del Sur para el tercer trimestre de 2022. Sin embargo, dijeron que esta perspectiva tenía "grandes incertidumbres". El 7 de abril de 2022, la Universidad Estatal de Colorado (CSU)emitió su primer pronóstico estacional de rango extendido para la temporada de huracanes del Atlántico de 2022, pronosticando una actividad muy por encima del promedio, con 19 tormentas nombradas, 9 huracanes, 4 huracanes importantes y un índice ECA de 160 unidades. Los factores que respaldan una temporada activa de huracanes incluyeron temperaturas superficiales del mar por encima del promedio en el Océano Atlántico subtropical y el Mar Caribe, y un ENSO neutral frío o un patrón débil de La Niña, lo que corresponde a una baja probabilidad de que se produzca un El Niño. El 14 de abril de 2022, la Universidad de Arizona (UA) emitió su predicción estacional para una temporada de huracanes ligeramente superior al promedio, con 14 tormentas tropicales, siete huracanes, tres huracanes mayores y un índice ACE de 129 unidades. La Universidad Estatal de Carolina del Norte (NCSU) hizo su predicción para la temporada el 20 de abril y pronosticó una temporada superior a la media con 17 a 21 tormentas nombradas, 7 a 9 huracanes y 3 a 5 huracanes mayores. El 23 de mayo, UKMO emitió su propio pronóstico para la temporada 2022, pronosticando una temporada superior al promedio con 18 tormentas nombradas, 9 huracanes y 4 huracanes importantes, con un 70% de probabilidad de que cada una de estas estadísticas caiga entre 13 y 23, 6 y 12, y 2 y 6, respectivamente. Al día siguiente, el Centro de Predicción Climática de la NOAA emitió sus pronósticos para la temporada, pronosticando un 65% de probabilidad de actividad por encima del promedio y un 25 % de probabilidad de actividad por debajo del promedio, con 14–21 tormentas nombradas, 6–10 huracanes y 3– 6 grandes huracanes. El grupo AALM de Cuba lanzó su pronóstico a principios de mayo. Basando sus datos en pronósticos a la niña y alto contenido calórico en el océano atlántico.

### Previsiones en la media temporada
El 2 de junio, CSU actualizó su pronóstico estacional de rango extendido, aumentando la cantidad de ciclones tropicales a 20 tormentas con nombre, 10 huracanes, 5 huracanes importantes y un índice ACE general de 180 unidades. Esto se hizo después de un análisis posterior de las menores posibilidades de que se presente El Niño durante la temporada, así como de un Atlántico tropical más cálido que el promedio. El 17 de junio The Weather Channel emitió su pronóstico para la temporada, pronosticándo la formación de 21 tormentas nombradas, 9 huracanes y 4 huracanes mayores, El 20 de junio la Universidad de Arizona (UA) actualizó su predicción estacional, muy similar a su predicción de abril, con 15 tormentas con nombre, siete huracanes, tres huracanes importantes y un índice ACE de 131 unidades. El 5 de julio, TSR publicó su tercer pronóstico para la temporada, aumentando ligeramente su número a 18 tormentas con nombre, 9 huracanes y 4 huracanes importantes. Esta predicción se basó en gran medida en la persistencia de La Niña débil en el tercer trimestre del año. El 7 de julio, la Universidad de Colorado (CSU) no hizo cambios en su predicción con respecto al anterior y mantuvo 20 tormentas con nombre, 10 huracanes y 5 huracanes importantes. El pronóstico actualizado de UKMO del 2 de agosto pronosticaba para la temporada un total de 16 tormentas con nombre, 6 huracanes y 4 huracanes importantes. El 4 de agosto, la NOAA emitió su pronóstico final para la temporada de 2022, disminuyendo su pronóstico con respecto al de mayo, pronosticando la formación de entre 14-20 tormentas con nombre, de 6-10 huracanes y entre 3-5 huracanes de gran intensidad. Ese mismo día, la Universidad de Colorado (CSU), emitió su pronóstico final, disminuyendo también su pronóstico en relación con el de julio, pronosticándo la formación de 18 tormentas nombradas, 8 huracanes y 4 huracanes de gran intensidad. Tanto NOAA como CSU aunque bajaron sus pronósticos, predijeron que la temporada terminaría siendo más ocupada que el promedio de 30 años. Las revisiones se realizaron en parte debido al comienzo relativamente lento de la temporada (en comparación con el par anterior), con solo tres tormentas con nombre de corta duración a principios de agosto.El 18 de agosto The Weather Channel emitió su pronóstico final para la temporada, bajando igualmente su pronóstico con respecto al de junio con 17 tormentas con nombre, 7 huracanes y 3 huracanes de gran intensidad.

## Resumen de la temporada
La Temporada de huracanes del Atlántico de 2022 fue la primera temporada desde 2014 que no tuvo una tormenta con nombre antes del inicio oficial de la temporada el 1 de junio. La actividad comenzó con la formación de la Tormenta tropical Alex el 5 de junio, después de varios días de desarrollo lento mientras atravesaba el Golfo de México y luego se movía sobre Florida central. La tormenta alcanzó su punto máximo casi con fuerza de huracán antes de volverse extratropical sobre el Atlántico Norte Central. A principios de julio, la Tormenta tropical Bonnie se formó en el sur del Mar Caribe y poco después tocó tierra cerca de la frontera entre Costa Rica y Nicaragua. Luego cruzó hacia la cuenca del Pacífico un día después, la primera tormenta en hacerlo desde el Huracán Otto en 2016, donde se convertiría en un huracán de categoría 3. El mismo día que Bonnie cruzó, un sistema de baja presión sobre la costa de Carolina del Sur se organizó abruptamente en la Tormenta tropical Colin. Colin fue una tormenta de corta duración, ya que se desorganizó poco después de formarse y se disipó al día siguiente sobre el este de Carolina del Norte. Luego cesó la actividad tropical y no se formaron ciclones tropicales en casi dos meses. Se convirtió en la primera temporada sin formaciones de ciclones tropicales en agosto desde la temporada de 1997. Una perturbación sobre el Golfo de México durante la mitad del mes fue designada brevemente como Ciclón Tropical Potencial Cuatro, pero no se organizó en un ciclón tropical antes de moverse tierra adentro sobre el noreste de México.
La actividad tropical finalmente se reanudó con la formación de la Tormenta tropical Danielle sobre el Atlántico central el 1 de septiembre. La tormenta se intensificó como el primer huracán de la temporada al día siguiente, convirtiéndose en el huracán que más tarde se forma en una temporada desde el 2013. Permaneció casi estacionario al oeste de las Azores durante varios días antes de moverse hacia el noreste y convertirse en extratropical el 8 de septiembre sin afectar ninguna área terrestre. Además, una perturbación de desarrollo lento al este de las Antillas Menores se organizó y se convirtió en la Tormenta tropical Earl a última hora del 2 de septiembre. Se fortaleció hasta convertirse en un huracán, rastreado al este de las Bermudas, fluctuando entre la intensidad de categoría 1 y 2, y luego se volvió extratropical cerca de Terranova el 10 de septiembre. Cuatro días después, se formó Fiona en el Atlántico central que más tarde se convirtió en un huracán y se convirtió en el primer huracán que toca tierra en República Dominicana desde el Huracán Jeanne en 2004 antes de convertirse en el primer gran huracán de la temporada al pasar por las Islas Turcas y Caicos el 20 de septiembre. Ese mismo día, la tormenta tropical Gaston se formó sobre el Atlántico central. Fiona se fortalecería hasta convertirse en un huracán de categoría 4 al pasar al oeste de las Bermudas, mientras que Gaston pasó bien cerca de las Azores. Mientras Fiona se convertía en un poderoso ciclón extratropical que azotaría Nueva Escocia el 23 de septiembre, la Tormenta tropical Hermine y la Depresión tropical Nueve se formaron en el Atlántico oriental y el mar Caribe, respectivamente, marcando la primera vez desde 2020 que cuatro ciclones tropicales estaban activos simultáneamente en el cuenca atlántica. La Depresión Tropical Nueve se convertiría rápidamente en el Huracán Ian cuando las otras tres tormentas se disiparon y tocó tierra en Cuba como un huracán de categoría 3 de alto nivel. Posteriormente, Ian se fortaleció aún más hasta convertirse en un huracán de categoría 5 antes de tocar tierra en el suroeste de Florida. Poco después, una onda tropical que se había estado organizando lentamente mientras serpenteaba por el Atlántico central se convirtió en la depresión tropical Once. Aunque, en última instancia, no logró alcanzar el estado de tormenta tropical. A principios de octubre, se formó otra depresión tropical, la Doce, y no logró alcanzar el estado de tormenta tropical, lo que convirtió a 2022 en la primera temporada desde 2003 en tener dos depresiones tropicales consecutivas que no alcanzaron el estado de tormenta tropical y, por lo tanto, recibir un nombre. Poco después, el Huracán Julia se formó frente a la costa de Venezuela. Después de atravesar Nicaragua intacta, Julia entró en la cuenca del Pacífico. Desde 1996 no había cruzado más de una tormenta intacta entre las cuencas del Atlántico y el Pacífico durante una sola temporada. El 11 de octubre se formó la tormenta tropical Karl en la Bahía de Campeche, se movió erráticamente sobre aguas abiertas, antes de degenerar en un remanente bajo en alta mar de México. Dos sistemas tenían fuerza de huracán el 2 de noviembre: Lisa, en el Caribe, y Martin, en el Atlántico central. Así, por primera vez desde Michelle y Noel en 2001, dos huracanes del Atlántico alcanzaron fuerza de huracán simultáneamente durante noviembre. Poco después, el Huracán Nicole se formó y se convirtió en el tercer huracán del mes y convirtió a la temporada junto con la de 2001 en la mayor cantidad de formaciones de huracanes en el mes de noviembre. Nicole primeramente afectó con fuertes lluvias a partes del Caribe y poco después impactó a Bahamas y a Florida.

### Energía Ciclónica Acumulada (ACE)
La actividad estacional se reflejó con un índice de Energía Ciclónica Acumulada de 94.4225 unidades, la ECA es, en términos generales, una medida del poder de un huracán multiplicado por el tiempo que existió; por lo tanto, las tormentas duraderas y los sistemas particularmente fuertes dan como resultado altos niveles de la ECA. La medida se calcula según los avisos completos para ciclones con intensidad de tormenta tropical: tormentas con vientos que superan las 39 mph (63 km/h).

## Ciclones tropicales

### Tormenta tropical Alex
El 31 de mayo, se desarrolló una gran área de baja presión cerca de la Península de Yucatán, parcialmente relacionada con los remanentes de la cuenca del Pacífico del Huracán Agatha que interactuaba con una vaguada de nivel superior sobre el Golfo de México. La baja se movió hacia el este sobre la Península de Yucatán, produciendo una gran área de lluvias y tormentas eléctricas desorganizadas sobre la península y el noroeste del Mar Caribe el 1 y 2 de junio. Debido a la amenaza que representaba el sistema en desarrollo para Cuba, los Cayos de Florida y el sur de Florida, El Centro Nacional de Huracanes inició avisos al respecto, designándolo como Ciclón Tropical Potencial Uno a las 21:00 UTC del 2 de junio con su centro ubicado sobre Yucatán. A medida que avanzaba hacia el noreste sobre el Golfo de México, la perturbación estaba siendo azotada por 25 a 35 mph (35–55 km/h) de cizalladura del suroeste, lo que limitó su capacidad de intensificarse. El 3 de junio, dos misiones de cazadores de huracanes en el sistema encontraron una convección profunda en curso cerca y al este del centro estimado, pero no hubo evidencia concluyente de una circulación cerrada. El segundo vuelo también informó que lo que parecía ser el centro ahora se presentaba como una depresión alargada con varios puntos incrustados de vorticidad. En la mañana del 4 de junio, los datos de radar y las observaciones de superficie indicaron que el amplio y mal definido centro de la perturbación se había extendido hacia la costa en el suroeste de Florida. Después de cruzar sobre el sur de Florida y trasladarse al Atlántico más tarde ese día, la circulación del sistema se definió mejor, y a las 00:00 UTC del 5 de junio, finalmente estableció un centro bien definido con suficiente convección y se convietió en una tormenta tropical asignándosele el nombre de Tormenta Tropical Alex ubicado a unos 120 km (75 millas) al norte de la isla de Gran Bahama, dando inicio a la temporada de huracanes del Atlántico de 2022. Poco después la convección se volvió más concentrada justo al noroeste del centro de la tormenta a medida que aceleraba hacia el este-noroeste. Alex alcanzó su máxima intensidad a las 00:00 UTC del 6 de junio con vientos de 110 km/h (70 mph) y una presión central mínima de 984 mbar cuando pasó al oeste de las Bermudas. En la mañana de ese día, Alex comenzó a deteriorarse, perdiendo gran parte de su convección, degradando poco a poco su estructura y bajando la intensidad de sus vientos máximos sostenidos como lo confirmó un avión de reconocimiento. La tormenta a medida que avanzaba la mañana se volvía menos tropical y como consecuencia Alex hizo la transición a un ciclón postropical a las 12:00 UTC del 6 de junio mientras estaba ubicado aproximadamente a unos 145 km (90 millas) al norte-noroeste de Bermudas.
Si bien Alex era una tormenta tropical potencial, produjo lluvias significativas en el oeste de Cuba y el sur de Florida, lo que resultó en inundaciones repentinas en ambas regiones. Durante un período de 30 horas del 2 al 3 de junio, Paso Real de San Diego en la provincia de Pinar del Río registró alrededor de 12 pulgadas (301 mm) de lluvia. Playa Girón en Matanzas recibió más de 8 pulgadas (193 mm) y Santiago de las Vegas en La Habana recibió casi 7 pulgadas (171 mm) de lluvia durante el mismo período. Hubo cuatro muertes relacionadas con tormentas en Cuba, y numerosas casas, puentes y hectáreas de cultivo resultaron dañados por las inundaciones. Entre las 7:00 a. m. hora local del 3 de junio y las 10:00 p. m. del día siguiente, Miami vio poco más de 11 pulgadas (28 cm) de lluvia, mientras que Hollywood tuvo poco más de 9 pulgadas (23 cm). Naples, cerca de donde el centro estimado de la tormenta tocó tierra, también tenía cerca de 9 pulgadas (23 cm). En todo el Condado de Broward y el Condado de Miami-Dade, hubo 3.543 cortes de energía combinados.

### Tormenta tropical Bonnie
Una onda tropical se movió frente a la costa noroeste de África el 23 de junio, produciendo un área grande pero desorganizada de chubascos y tormentas eléctricas. La circulación del viento en niveles bajos asociada con el sistema se definió mejor y la actividad de tormentas eléctricas aumentó el 25 y 26 de junio, a medida que avanzaba de oeste a oeste-noroeste hacia el extremo sur de las Islas de Barlovento. Una misión de los Cazadores de huracanes de la NOAA del 27 de junio informó vientos con fuerza de tormenta tropical en el lado norte de la perturbación, pero indicó que aún no había mostrado una circulación cerrada bien definida. Aunque aún no podía clasificarse como ciclón tropical, debido a la amenaza que representaba el sistema para las Antillas Menores, el Centro Nacional de Huracanes (NHC) inició avisos sobre el sistema como Potencial Ciclón Tropical Dos más tarde ese mismo día. Más tarde, después de moverse a través de las Islas de Barlovento del sur a última hora del 28 de junio, la perturbación avanzó hacia el oeste a 43 km/h (26 mph) hacia la costa sur del Mar Caribe. Durante los próximos días, el sistema pasó justo al norte de Venezuela, donde se le impidió desarrollar una circulación distinta de bajo nivel debido a su rápida velocidad de avance y su interacción con la tierra. Sin embargo, todo el tiempo generó vientos sostenidos con fuerza de tormenta tropical. A medida que la perturbación avanzaba hacia Centroamérica en la mañana del 1 de julio, se organizó lo suficiente como para ser clasificada como tormenta tropical y el CNH le asignó el nombre de Bonnie. Incrustado en un entorno de TSM cálido y de bajo cizallamiento, Bonnie comenzó a intensificarse constantemente. A las 03:00 UTC del 2 de julio, Bonnie tocó tierra cerca de la frontera entre Costa Rica y Nicaragua en su máxima intensidad dentro del Atlántico con vientos sostenidos de 85 km/h (50 mph) y una presión central mínima de 997 mbar. Bonnie luego cruzó Centroamérica y salió a la cuenca del Pacífico Oriental 12 horas después, marcando la primera vez que un ciclón tropical sobrevivió al cruce del Atlántico al Pacífico desde el Huracán Otto en 2016. Después de su salida hacia el Océano Pacífico, Bonnie siguió intensificándose y se convirtió en un gran huracán de Categoría 3.
Bonnie y su perturbación precursora produjeron ráfagas de viento y fuertes lluvias a medida que avanzaba por el sur del Mar Caribe. Las inundaciones causaron la muerte de al menos 5 personas en Centroamérica; 1 en El Salvador y en Nicaragua, las autoridades reportaron cuatro muertes en relación con la tormenta.

### Tormenta tropical Colin
Temprano el 1 de julio, se formó un área de baja presión frente a la costa de Savannah, Georgia que estaba produciendo lluvias y tormentas eléctricas desorganizadas. Más tarde ese día la convección aumentó y se organizó mejor como se mostraba en las imágenes de satélite y como resultado el sistema se convirtió en una depresión tropical a las 18:00 UTC de ese día a unos 45 km (30 millas) al este-sureste de Savannah, Georgia. Poco después el sistema desarrolló una convección profunda persistente cerca de su centro de circulación y los datos de radar indicaron que la depresión se había convertido en la Tormenta tropical Colin a las 23:30 UTC de ese día y simultáneamente tocó tierra en Hunting Island, Carolina del Sur en su máxima intensidad con vientos máximos sostenidos de 65 km/h (40 mph) y una presión central mínima de 1011 mbar. Después de tocar tierra, Colin giró hacia el noroeste a medida que avanzaba muy próximo a la costa de Carolina del Sur manteniendo su intensidad máxima. Luego, debido a la interacción con tierra y a condiciones desfavorables, la tormenta se volvió cada vez más desorganizada en la mañana del 2 de julio, y su circulación se alargó de norte-noreste a sur-suroeste. Como resultado, Colin se debilitó a una depresión tropical a las 18:00 UTC de ese día al perder gran parte de su convección. El sistema se disipó sobre el noreste de Carolina del Sur poco después, alrededor de las 00:00 UTC del 3 de julio.
Tras su formación, se emitió un aviso de tormenta tropical desde el río South Santee, en Carolina del Sur, hasta Duck, Carolina del Norte, incluido Pamlico Sound. La mayoría de las fuertes lluvias y los fuertes vientos de Colin permanecieron sobre el Atlántico debido a su proximidad a la costa y una cizalladura del noroeste de alrededor de 35 km/h (55 mph). Los totales de lluvia tierra adentro oscilaron entre 51 y 76 mm (2 y 3 pulgadas) en partes de las Midlands de Carolina del Sur hasta cerca de 180 mm (7 pulgadas) cerca de Charleston, Carolina del Sur. Un evento del fin de semana del 4 de julio en Charleston fue cancelado debido a las inundaciones en el lugar del evento, al igual que un festival en Southport, Carolina del Norte. Los vientos de los remanentes de Colin produjeron olas altas a lo largo de la costa de Carolina del Norte el 3 de julio, y un hombre se ahogó en una playa en Oak Island.

### Huracán Danielle
El 30 de agosto, se formó un área de baja presión a lo largo de una zona frontal en descomposición sobre el Atlántico subtropical central. La perturbación se organizó poco a poco y a las 09:00 UTC del 1 de septiembre se convirtió en una depresión tropical y se intensificó en la tormenta tropical Danielle a las 15:00 UTC de ese mismo día. La tormenta continuó fortaleciéndose y se convirtió en un huracán de categoría 1 el 2 de septiembre a las 15:00 UTC. Sin embargo, se estancó al día siguiente, se detuvo al sur de un bloqueo alto y se debilitó nuevamente hasta convertirse en una tormenta tropical. Más tarde, la tormenta comenzó a desplazarse hacia el oeste, donde volvió a convertirse en huracán durante la madrugada del 4 de septiembre. Ahora moviéndose hacia el noroeste, Danielle alcanzó su máxima intensidad en vientos sostenidos temprano el 5 de septiembre con 150 km/h (90 mph) pero comenzó a disminuir más tarde ese mismo día cuando el sistema alcanzó una parte relativamente fría de la Corriente del Golfo. Durante los siguientes tres días, Danielle se mantuvo como un huracán categoría 1 sobre las aguas abiertas del Atlántico central, con vientos máximos sostenidos entre 120 km/h (75 mph) y 130 km/h (80 mph) y con fluctuaciones en su presión central, alcanzándo su presión más baja a las 21:00 UTC del 7 de septiembre con 972 mbar. A las 09:00 UTC del 8 de septiembre, Danielle fue degradada a una tormenta tropical mientras se movía sobre aguas más frías del Atlántico. A las 15:00 UTC de ese mismo día, Danielle perdió todas sus características tropicales y como resultado se convirtió en un ciclón post-tropical.
Siendo extratropical, en Portugal trajo fuertes lluvias y vientos entre el 12 y 13 de septiembre provocando inundaciones repentinas en algunas localidades, árboles caídos y deslizamientos de tierras. Las lluvias más intensas se localizaron sobre todo hacia el sur de la isla. Varios vehículos fueron arrastrados por la fuerza del agua.

### Huracán Earl
El 25 de agosto una onda tropical que produjo chubascos y tormentas eléctricas desorganizadas generalizadas se desplazó frente a la costa occidental de África. Después de atravesar el Atlántico tropical oriental y central, la perturbación encontró condiciones ambientales solo marginalmente propicias para su desarrollo ciclónico tropical al este de las Islas de Sotavento. Sin embargo la perturbación pudo organizarse y se convirtió en la tormenta tropical Earl a las 03:00 UTC del 3 de septiembre. Durante los siguientes cuatro días aproximadamente Earl se mantuvo como una tormenta tropical, pasando justo al norte de las Islas de Barlovento y Puerto Rico con una velocidad bastante lenta a medida que se organizaba un poco. Se produjo un estallido de convección profunda cerca del centro de Earl durante la noche del 5 de septiembre, y una misión de cazadores de huracanes en la tormenta más tarde esa noche informó que se fortaleció brevemente a muy cerca de la fuerza de un huracán. La intensidad de Earl continuó fluctuando durante gran parte del 6 de septiembre debido a la cizalladura de capa profunda del oeste. Sin embargo, más tarde ese mismo día, se organizó mejor y alcanzó la fuerza de huracán alrededor de las 00:00 UTC del 7 de septiembre. Durante ese día continuó intensificándose poco a poco durante todo el día y alcanzó fuerza de un huracán categoría 2 mientras se movía hacia el norte a las 03:00 UTC del 8 de septiembre; los datos de una misión de un avión Hurricane Hunter en la tormenta ese mismo día mostraron que tenía un ojo de casi 60 millas (90 km) y un campo de viento bastante simétrico. La fuerza de Earl fluctuó ese día mientras pasaba bien al este de las Bermudas sobre temperaturas superficiales del mar muy cálidas de alrededor de 84–86 °F (28–29 °C), cayendo brevemente a la fuerza de Categoría 1 a las 03:00 UTC del 9 de septiembre. Sin embargo, solo seis horas después volvió a convertirse en un huracán de categoría 2. Earl alcanzó su intensidad máxima a las 21:00 UTC del 9 de septiembre con vientos máximos sostenidos de 165 km/h (105 mph) y una presión central mínima de 954 mbar ubicado a unos 1290 km al sur-suroeste de Cape Race, Terranova. A las 15:00 UTC del 10 de septiembre Earl fue degradado a un huracán categoría 1 mientras transitaba por aguas más frías del Atlántico central. Finalmente, Earl se convirtió en un ciclón extratropical a las 21:00 UTC de ese mismo día a 345 km (215 millas) al sur de Cape Race, Terranova.
En Salinas, Puerto Rico dos personas murieron y otra resultó gravemente herida tras la caída de un rayo, asociado a las fuertes lluvias y tronadas de la circulación más externa de Earl en la tarde del 4 de septiembre. Otras dos muertes ocurrieron en Maryland y Nueva Jersey, Estados Unidos el 6 y 8 de septiembre respectivamente cuando dos personas se ahogaron debido a corrientes de resaca.

### Huracán Fiona
Temprano el 12 de septiembre, el Centro Nacional de Huracanes (NHC) comenzó a monitorear una onda tropical sobre el Atlántico tropical central para un desarrollo gradual, aunque las condiciones ambientales para el desarrollo se evaluaron como solo marginalmente favorables. Aun así, la actividad de chubascos y tormentas eléctricas dentro de la perturbación comenzó a concentrarse más tarde ese mismo día, luego aumentó y se organizó mejor durante el día siguiente. El sistema ganó en organización e intensidad durante la noche del 13 y la mañana del 14 de septiembre y a las 15:00 UTC de ese día se convirtió en la Depresión tropical Siete a unos 1290 km (800 millas) al este de las islas de Sotavento. Durante el resto de ese día, la nueva depresión continuó ganando algo en fortaleza a pesar del aire seco y los vientos cortantes existentes en la atmósfera y a la 01:50 UTC del 15 de septiembre los datos de satélite revelaron que la depresión se había fortalecido en una tormenta tropical y el NHC le asignó el nombre de Fiona con vientos sostenidos de 85 km/h (50 mph) y una presión de 1002 mbar. Los vientos cortantes mantuvieron el centro de circulación de la tormenta expuesto con la convección desplazada hacia el este por lo que Fiona no podía intensificarse mucho, sin embargo, durante la tarde de ese día un avión de reconocimiento de la NOAA investigó el sistema y descubrió que sus vientos habían subido ligeramente hasta los 95 km/h (60 mph) aunque su presión había subido hasta los 1006 mbar. Durante el resto del 15 de septiembre y el día siguiente, Fiona se mantuvo con pocos cambios en su intensidad y con vientos máximos sostenidos entre 85 km/h (50 mph) y 95 km/h (60 mph) mientras continuaba desorganizada sobre aguas del Atlántico. Durante la tarde del 16 de septiembre Fiona comenzó a acercarse a las Islas de Sotavento y durante la noche de ese día su centro de circulación pasó a solo 24 km (15 millas) al norte de la isla de Guadalupe. Temprano el 17 de septiembre Fiona entró en aguas cálidas del Mar Caribe oriental donde comenzó a organizarse mejor y fortalecerse gradualmente. Moviéndose lentamente hacia el oeste-noroeste a una velocidad de 13 km/h (8 mph) Fiona se convirtió en un Huracán categoría 1 en la tarde del 18 de septiembre con vientos máximos sostenidos de 130 km/h (85 mph) y una presión central mínima de 987 mbar localizado a unos 80 km (50 millas) al sur de Ponce, Puerto Rico. Fiona continuó intensificándose un poco más y a las 19:20 UTC de ese día tocó tierra en el extremo suroeste de Puerto Rico, cerca de Punta Tocón, Lajas con vientos máximos sostenidos de 140 km/h (85 mph) y una presión central de 986 mbar. Después de tocar tierra brevemente en terreno boricua, Fiona salió al Canal de la Mona donde continuó intensificándose, llegando a desarrollar claramente un ojo y a las 07:30 UTC del 19 de septiembre tocó tierra en Boca de Yuma, La Altagracia en la República Dominicana con vientos sostenidos de 150 km/h (90 mph) y una presión mínima estimada en 977 mbar convirtiéndose en el primer huracán que toca tierra en territorio dominicano desde el Huracán Jeanne en 2004. Después de su interacción con tierra dominicana, Fiona se debilitó mínimamente pero pronto reanudó su fortalecimiento sobre aguas del Atlántico y se convirtió en un huracán categoría 2 a las 21:00 UTC de ese mismo día con vientos sostenidos de 155 km/h (100 mph) y una presión de 972 mbar. Las cálidas temperaturas de la superficie del mar, entre otros factores, fueron determinantes para que Fiona continuara intensificándose y se convirtiera en el primer huracán importante de la temporada a las 06:00 UTC del 20 de septiembre al alcanzar vientos de un huracán categoría 3 de 185 km/h (115 mph) y una presión mínima de 967 mbar. Poco más tarde, Fiona amenazó seriamente a la Isla Gran Turca en Islas Turcas y Caicos pasando a una distancia de apenas 15 km (10 millas) al noroeste de ella y haciéndose sentir fuertemente allí con vientos huracanados. A las 06:00 UTC del 21 de septiembre, Fiona se convirtió en un poderoso huracán categoría 4 al alcanzar vientos de 215 km/h (130 mph) y una presión de 942 mbar. Fiona alcanzó su intensidad máxima como un poderoso huracán categoría 4 a las 00:00 UTC del 23 de septiembre con vientos máximos sostenidos de 215 km/h (130 mph) y una presión mínima de 932 mbar ubicado a unos 455 km (280 millas) al oeste-suroeste de Bermudas. Después de alcanzar su máxima intensidad, Fiona pasó cerca de Bermudas temprano el 23 de septiembre. Fiona fluctuó en intensidad durante ese día y se debilitó brevemente a un huracán categoría 3 durante la mañana. pero en horas de la tarde volvió a convertirse en un huracán de categoría 4 a más de 400 km al norte de Bermudas. Fiona comenzó durante la noche su transición a un poderoso ciclón postropical y su presión fluctuó durante este período entre los 940 y 935 mbar mientras que de nuevo fue degradada a un huracán categoría 3. Finalmente cerca de las 00:00 UTC del 24 de septiembre Fiona completó la transición a un ciclón postropical a 220 km (140 millas) al este de Halifax, Canadá. Siendo extratropical, Fiona impactó a Nueva Escocia, Canadá con vientos de huracán categoría 2.
Los impactos de Fiona fueron generalizados en varios países y mortales. Dejó 26 muertes a su paso por el Caribe y 3 muertes más en Canadá. Una persona murió en la Isla caribeña de Guadalupe después de ser arrastrado junto a su casa por la crecida de un río debido a fuertes lluvias de Fiona. En Puerto Rico causó la peor inundación desde el Huracán María en 2017 con lluvias torrenciales de hasta 25 pulgadas (640 mm) causando inundaciones repentinas catastróficas y destructivas. Se produjo un apagón en toda la isla. Un tercio de la población del país se quedó sin agua y al menos 23 personas murieron allí. En Nagua, República Dominicana Fiona causó la muerte de un hombre de 72 años que intentaba podar un árbol en el patio de su casa cuando este le cayó encima. Se confirmó otra muerte más poco después. Además en ese país dejó alrededor de 12000 desplazados, casi 60 casas afectadas, más de 11.500 clientes sin servicio eléctrico, ríos desbordados, la caída de un puente y varios árboles derribados. En las Islas Turcas y Caicos, fuertes lluvias e inundaciones azotaron a ese territorio junto con fuertes vientos. Fiona también fue el ciclón postropical más intenso que haya impactado a Canadá desde que se tiene registro, según la presión atmosférica dejando tres muertes allí y daños severos. Fiona dejó a su paso un daño estimado en pérdidas de $2.67 mil millones.

### Tormenta tropical Gaston
El 16 de septiembre, el NHC comenzó a monitorear una onda tropical sobre el Atlántico tropical central en busca de un posible desarrollo lento. Un canal de baja presión se formó dentro de una parte de la ola al día siguiente, mientras se movía lentamente hacia el norte. La baja se organizó gradualmente durante los días siguientes y, al producir un centro bien definido y una convección profunda persistente, se convirtió en la Depresión Tropical Ocho a las 15:00 UTC del 20 de septiembre a 1785 km (1110 millas) al oeste-suroeste de las islas Azores. La depresión se fortaleció un poco más y se convirtió en la Tormenta Tropical Gaston a las 21:00 UTC de ese mismo día. Primero moviéndose hacia al norte-noreste y luego generalmente hacia el este próximo a las Azores, Gaston alcanzó su máxima intensidad a las 15:00 UTC del 23 de septiembre con vientos máximos sostenidos de 100 km/h (65 mph) y una presión mínima central de 995 mbar ubicado a 180 km (115 millas) al norte de la Isla Faial en las Islas Azores. Después de alcanzar su máxima intensidad como una tormenta tropical moderada, comenzó a debilitarse más tarde ese día acercándose a las Azores durante el resto de ese día y 24 de septiembre donde se sintieron vientos con fuerza de tormenta tropical en algunas islas. A medida que la tormenta se acercaba a las Azores occidentales el 23 de septiembre, comenzó un bucle anticiclónico a lo largo del lado sur de una cresta de nivel medio, que se completó al día siguiente. Finalmente Gaston se convirtió en un ciclón post-tropical a las 03:00 UTC del 26 de septiembre mientras estaba ubicado a 825 km (510 millas) al oeste de la Isla Faial en las Islas Azores.

### Huracán Ian
El 19 de septiembre, el Centro Nacional de Huracanes (NHC) comenzó a seguir una onda tropical al este de las Islas de Barlovento para un posible desarrollo tropical durante los días posteriores. Dos días después el sistema entró al sureste del Mar Caribe y pasó sobre Trinidad y Tobago, luego cerca de las Islas ABC y la costa caribeña de Venezuela y Colombia. El 22 de septiembre, mientras se movía hacia el oeste-noroeste, el sistema mostró signos de una organización creciente, aunque una cizalladura moderada del viento generada por el flujo de salida en el nivel superior del Huracán Fiona que se encontraba al norte de Bermudas estaba inhibiendo el desarrollo de un ciclón tropical. Aun así, la perturbación pudo formar una circulación definida más tarde ese día y su convección luego aumentó y persistió durante la noche y madrugada del 23 de septiembre y a las 06:00 UTC de ese día se convirtió en la Depresión Tropical Nueve a 215 km (130 millas) al este-sureste de Aruba. Durante el resto de ese día, debido a que todavía se encontraba en un ambiente de cizalladura moderada, poco a poco la nueva depresión fue ganando algo en organización y se convirtió en la Tormenta tropical Ian a las 00:00 UTC del 24 de septiembre. Debido a la fuerte cizalladura del viento, el ciclón permaneció como una tormenta tropical débil durante el resto de ese día y hasta mediados del 25 de septiembre donde la cizalladura del viento generada por la lejana Fiona desapareció por completo, cuando la tormenta entró en aguas del Mar Caribe central, donde encontró condiciones muy favorables para su intensificación como: baja cizalladura del viento, temperaturas cálidas de la superficie del mar de alrededor de 30 °C y una humedad relativa de nivel medio favorable. En entorno favorable Ian se organizó mejor y comenzó un período de rápida intensificación a partir de las 00:00 UTC del 26 de septiembre convirtiéndose en un huracán de categoría 1 en la mañana de ese día ubicado en ese momento a 150 km (90 millas) al suroeste de Gran Caimán. Moviéndose hacia el noroeste, el ciclón continuó fortaleciéndose durante ese día, alcanzando poco después la categoría 2. La intensificación explosiva de Ian no se detuvo y se convirtió en el segundo huracán mayor de la temporada a las 06:00 UTC del 27 de septiembre al alcanzar vientos de un huracán categoría 3 de 185 km/h (115 mph) y una presión de 956 mbar mientras se encontraba muy próximo a tocar tierra en Cuba. Luego, a las 08:30 UTC (04:30 AM hora local), tocó tierra cerca de La Coloma, en la provincia cubana de Pinar del Río, como un huracán de categoría 3 de alto nivel al borde de la categoría 4, con vientos sostenidos de 205 km/h (125 mph) y una presión central mínima de 947 mbar convirtiéndose en el primer huracán mayor que toca tierra en Cuba desde Irma en 2017. Después de unas seis horas sobre tierra, Ian dejó a Cuba cerca de la localidad de Puerto Esperanza y emergió hacia el Golfo de México, todavía como un gran huracán pero debido a su interacción con tierra cubana se debilitó un poco. Una vez en el Golfo de México, nuevamente comenzó un período de rápida intensificación a y a las 02:00 UTC del 28 de septiembre, tocó tierra en el Parque Nacional Dry Tortugas en los Cayos de la Florida con vientos sostenidos de 205 km/h (125 mph) y una presión mínima de 952 mbar, mientras se sometía a un ciclo de reemplazo ocular. La presión mínima fluctuó durante el ciclo de reemplazo de la pared del ojo y una vez que completó ese ciclo se fortaleció rápidamente, convirtiéndose en un huracán de categoría 4 a las 06:00 UTC de ese día. Ian alcanzó su máxima intensidad seis horas después, a las 12:00 UTC como un poderoso huracán de categoría 5 con vientos máximos sostenidos de 260 km/h (160 mph) y una presión de 937 mbar. Más tarde, a las 19:05 UTC, tocó tierra cerca de Cayo Costa, Florida, con vientos sostenidos de 240 km/h (150 mph) y una presión de 941 mbar convirtiéndose en el primer huracán importante que toca tierra en Florida desde Michael en 2018. Una hora y media después, a las 20:35 UTC, tocó tierra en el territorio continental de Florida, justo al sur de Punta Gorda, un poco más debilitado con vientos máximos sostenidos de 230 km/h (145 mph) y una presión de 945 mbar. Después de tocar tierra, Ian se fue debilitando poco a poco, a medida que avanzaba a través de la Florida y fue degradado por debajo de la fuerza de un huracán importante a primera hora del 29 de septiembre. y a una tormenta tropical a las 12:00 UTC de ese mismo día. En la tarde de ese día, emergió hacia las aguas del Atlántico cerca de Cabo Cañaveral como una fuerte tormenta tropical. En ese momento, la tormenta exhibía algunas características de un ciclón subtropical. Aun así, siguió siendo un ciclón tropical híbrido ya que mantuvo un núcleo cálido. Más tarde, a las 18:00 UTC, mientras giraba hacia el norte-noreste, Ian se volvió a intensificar hasta convertirse en un huracán al tener vientos de 120 km/h (75 mph) a medida que avanzaba sobre las aguas cálidas de la Corriente del Golfo. El sistema giró hacia el norte en la mañana del 30 de septiembre y aceleró. Durante este tiempo, se volvió a desarrollar una convección profunda cerca del centro de la tormenta y las características frontales se alejaron de su núcleo. También comenzó a formarse una pared del ojo alrededor de una parte de su circulación. A las 18:05 UTC del 30 de septiembre, Ian tocó tierra por quinta vez cerca de Georgetown, Carolina del Sur, en su segundo pico de intensidad, con vientos sostenidos de 130 km/h (80 mph) y una presión de 978 mbar. El huracán comenzó a debilitarse tierra adentro y pasó a ser un ciclón post-tropical sobre la costa de Carolina del Sur escasas horas después de tocar tierra, antes de las 00:00 UTC del 1 de octubre.
Catastróficos fueron los daños que provocó Ian a su paso por Cuba y los Estados Unidos. Ian tocó tierra en Cuba en la madrugada del 27 de septiembre provocando que las provincias de Pinar del Río y Artemisa junto con el municipio especial Isla de la Juventud se quedaran sin electricidad. En Pinar del Río, donde tocó tierra, Ian dejó afectaciones parciales o totales en aproximadamente el 50% de las viviendas. En la tarde del 27 de septiembre toda la isla se quedó sin electricidad debido a una gran falla en el sistema eléctrico nacional que provocó Ian a su paso. Se han confirmaron al menos 3 muertes en Cuba (3 directas y 3 indirectas) y cuantiosas pérdidas materiales. Ian causó daños catastróficos en partes del suroeste de Florida, principalmente por inundaciones debidas a marejadas ciclónicas extremas y lluvias. El mar se retiró violentamente de la Bahía de Tampa. Calles y pueblos inundados completamente dejó Ian cerca de donde tocó tierra. Millones de personas se quedaron sin electricidad tras la tormenta y varios habitantes se vieron obligados a refugiarse en sus techos. Se presume que Ian es uno de los peores ciclones tropicales que ha golpeado a la Florida. En total, el huracán Ian ha causado al menos 168 muertes, incluidas 12 personas en Cuba y 156 en Estados Unidos y en total dejó $112.9 mil millones en daños.

### Tormenta tropical Hermine
El 22 de septiembre, una onda tropical que estaba siendo monitoreada por el NHC emergió de la costa de África occidental hacia el Atlántico tropical al este de Cabo Verde. Rápidamente comenzó a organizarse y fortalecerse y se convirtió en la Depresión Tropical Diez a las 15:00 UTC del 23 de septiembre a unos 495 km (305 millas) al este-noroeste de Cabo Verde, Luego se fortaleció en la Tormenta Tropical Hermine a las 21:00 UTC de ese mismo día. Cuando se convirtió en tormenta tropical, Hermine alcanzó su intensidad máxima con vientos de 65 km/h (40 mph) y una presión de 1002 mbar y es uno de los pocos ciclones tropicales registrados (que se remonta a 1851) que se forman en este extremo este y se desplazan entre las islas de Cabo Verde y la costa de África. El desarrollo más allá de una tormenta tropical débil se vio obstaculizado por la cizalladura del suroeste hasta el día siguiente, ya que se movía hacia el norte dejando caer fuertes lluvias en las Islas Canarias. Debido a la cizalladura y aire seco, Hermine se debilitó hasta convertirse en una depresión tropical a las 21:00 UTC del 24 de septiembre. Poco después, a las 09:00 UTC del 25 de septiembre degeneró en un ciclón pos-tropical a 935 km (580 millas) al norte-noreste de las islas de Cabo Verde.
Múltiples barcos de migrantes que navegaban desde el Sáhara Occidental a las Islas Canarias se encontraron con mares agitados producidos por Hermine. Más de 100 personas fueron rescatadas el 24 y 25 de septiembre. Un bote que transportaba a 34 personas se perdió en la tormenta; solo una persona sobrevivió y fue rescatada después de estar a la deriva en el mar durante nueve días. Hermine trajo lluvias históricas al oeste de las Islas Canarias durante un lapso de tres días. Las acumulaciones alcanzaron los 345 mm (13,6 in) en La Palma, más de 20 veces la lluvia normal para el mes de septiembre. Muchas áreas informaron más de 100 mm (3,9 pulgadas) de lluvia durante todo el evento. La lluvia interrumpió significativamente los viajes aéreos y dañó las carreteras en todo el archipiélago. Muchas estructuras sufrieron inundaciones y los daños totales están en el entorno de los $9.8 millones de dólares. Aproximadamente 3000 clientes se quedaron sin electricidad, y la restauración del servicio tomó hasta cinco días en algunos lugares. Sin embargo, los residentes informaron apagones que duraron más de lo indicado. Se esperaba que las reparaciones de las carreteras tomaran al menos cinco meses. Más de 140 vuelos fueron cancelados en todo el archipiélago. En territorio continental, en Murcia una persona murió después de que una tromba marina provocara graves inundaciones.

### Depresión tropical Once
En la mañana del 21 de septiembre, el Centro Nacional de Huracanes (NHC) comenzó a seguir una onda tropical ubicada al oeste-suroeste de las islas de Cabo Verde para un posible desarrollo gradual durante los próximos días. La ola se convirtió en una amplia área de baja presión más tarde ese mismo día, pero la perturbación permaneció incrustada en un entorno de aire seco y cizalladura del viento desfavorable y hubo muy poca organización durante los cinco días siguientes mientras serpenteaba sobre el Atlántico tropical central. La convección alrededor del área de baja presión gradualmente comenzó a mostrar signos de organización el 26 de septiembre. Durante el día siguiente el sistema se fue organizando mejor y finalmente se convirtió en la Depresión tropical Once a las 15:00 UTC del 28 de septiembre ubicada en ese momento a 1110 km (690 millas) al oeste de las islas de Cabo Verde y en ese momento la depresión se encontró en su máxima intensidad con vientos sostenidos de 55 km/h (35 mph) y una presión central de 1008 mbar. A pesar de un estallido de convección profunda durante la noche, la depresión permaneció mal organizada el 29 de septiembre y comenzó a deteriorarse. Como resultado, a las 21:00 UTC de ese mismo día había degenerado en un remanente bajo post-tropical y el NHC emitió su aviso final mientras se ubicaba a 1530 km (950 millas) al oeste-noroeste de las islas de Cabo Verde.

### Depresión tropical Doce
Temprano el 29 de septiembre de 2022, el Centro Nacional de Huracanes (NHC) comenzó a monitorear una onda tropical que se desplazaba frente a la costa occidental de África y que estaba produciendo una amplia zona de chubascos y tormentas eléctricas y avanzando hacia un entorno propicio para un desarrollo durante los próximos días. El sistema débil permaneció desorganizado durante los días siguientes a medida que avanzaba sobre el Atlántico tropical oriental hacia el sur de las islas de Cabo Verde. El sistema continuó ganando un poco en organización el 3 de octubre, cuando la convección alrededor del centro comenzó a expandirse y el flujo de salida del nivel superior aumentó. Al día siguiente, se desarrolló una pequeña circulación alrededor de una circulación bien definida dentro de la perturbación, lo que resultó que se convirtiera en la Depresión Tropical Doce ubicada en ese momento a 705 km (440 millas) al oeste de las islas de Cabo Verde y se encontraba además en su máxima intensidad con vientos sostenidos de 55 km/h (35 mph) y una presión mínima central de 1007 mbar. La depresión luchó por mantener una convección profunda organizada durante todo el día del 5 de octubre, debido a la persistente cizalladura del suroeste. La depresión se deterioró aún más al día siguiente y apenas resistía como un ciclón tropical y degeneró en un remanente bajo a las 03:00 UTC del 7 de octubre a unos 1390 km (860 millas) al oeste-noroeste de las islas de Cabo Verde.

### Huracán Julia
En la mañana del 2 de octubre, el Centro Nacional de Huracanes (NHC) comenzó a darle seguimiento a una activa onda tropical sobre el Atlántico tropical central para un posible desarrollo gradual. Una área extensa de baja presión con un centro mal definido se formó dentro del sistema el 4 de octubre, cuando se acercaba al sur de las Islas de Barlovento. Una misión de cazadores de huracanes en el sistema al día siguiente encontró vientos en la superficie con fuerza de tormenta tropical, pero determinó que no tenía un centro de circulación bien definido. Debido a la amenaza que el sistema en desarrollo representaba para las áreas terrestres en el sur del Mar Caribe, el Centro Nacional de Huracanes (NHC) inició avisos sobre él como Potencial Ciclón Tropical Trece a las 15:00 UTC del 6 de octubre mientras se encontraba a unos 240 km (150 millas) al este-sureste de Curazao. Más tarde, después de que las imágenes satelitales y los datos de radar indicaran que la perturbación había alcanzado suficiente circulación y convección organizada, y después de que los datos del vuelo de cazadores de huracanes mostraran la presencia de vientos de alrededor de 55 km/h (35 mph) al norte del centro, el sistema fue designado como la Depresión Tropical Trece a las 03:00 UTC del 7 de octubre mientras se encontraba situado a 100 km (65 millas) al oeste-suroeste de Curazao. Poco después, el sistema tocó tierra como depresión en Falcón, Venezuela con vientos de 55 km/h y más tarde tocó tierra en Uribia, La Guajira en Colombia también con esa intensidad. Un fuerte estallido de convección profunda se desarrolló cerca del centro de la depresión a medida que avanzaba por la Península de la Guajira en la madrugada del 7 de octubre, y poco después se fortaleció hasta convertirse en la Tormenta tropical Julia sobre el suroeste del Caribe a las 15:00 UTC de ese día. Posteriormente, el estallido de convección profunda que había desarrollado en la mañana fue eliminado por la cizalladura del noroeste, y el centro de la tormenta en niveles bajos quedó expuesto durante las siguientes horas, pero aun así Julia mantuvo la intensidad de tormenta tropical mínima. Cuando disminuyó la cizalladura del viento aumentó la convección persistente y profunda sobre el centro, y la tormenta comenzó a intensificarse progresivamente a partir del 8 de octubre. Julia continuó intensificándose y los cazadores de huracanes descubrieron que se había convertido en un huracán alrededor de las 23:00 UTC del 8 de octubre al tener vientos de 120 km/h (75 mph) y una presión central de 990 mbar mientras se encontraba ubicado a solamente 15 km (10 millas) al sur de la Isla de San Andrés. Julia alcanzó su intensidad máxima como un huracán de categoría 1 a las 06:00 UTC del 9 de octubre con vientos de 140 km/h (85 mph) y una presión mínima de 982 mbar. Alrededor de las 07:15 UTC de ese día, Julia tocó tierra cerca de Laguna de Perlas, Nicaragua en su máxima intensidad. Luego, el sistema se debilitó gradualmente a medida que avanzaba hacia el oeste sobre Nicaragua y fue degradada a una tormenta tropical a las 15:00 UTC de ese día, aunque mantuvo una circulación bien definida y persistió convección profunda cerca del centro. Todavía siendo tormenta tropical, Julia cruzó hacia la cuenca del Océano Pacífico oriental cerca de las 00:00 UTC del 10 de octubre convirtiendo a la temporada del 2022 en la primera en tener dos ciclones tropicales que sobreviven al cruzar del Atlántico al Pacífico desde la Temporada de 1996.
Julia trajo fuertes lluvias que causaron inundaciones repentinas que amenazaron la vida y deslizamientos de tierra mortales en el norte de Venezuela y Colombia y gran parte de Centroamérica. En Las Tejerías, en el centro-norte de Venezuela, al menos 54 personas murieron cuando el lodo y los escombros inundaron el pueblo causando daños catastróficos. En Centroamérica fuertes lluvias y vientos, inundaciones repentinas, marejadas ciclónicas, derrumbes totales y parciales de viviendas, caída de árboles, crecidas de ríos y arroyos mortales fueron los daños más graves que se reportaron en toda la región. Julia en total máto a 89 personas a su paso; 54 en Venezuela, 14 en Guatemala, 10 en El Salvador, 5 en Nicaragua, 4 en Honduras y 2 en Panamá y además dejó un daño total estimado en alrededor de $400 millones de dólares (USD)

### Tormenta tropical Karl
El 10 de octubre, el Centro Nacional de Huracanes (NHC) comenzó a monitorear un área de clima perturbado sobre Guatemala para un posible desarrollo ciclónico-tropical de forma gradual y que estaba asociado a una parte de los restos de Julia. Posteriormente, la baja se desplazó sobre la Bahía de Campeche, donde las condiciones eran propicias para un mayor desarrollo. Allí se organizó y se fortaleció rápidamente y se convirtió en la tormenta tropical Karl a las 21:00 UTC del 11 de octubre con vientos máximos sostenidos de 65 km/h (40 mph) y una presión central de 1008 mbar ubicado en ese momento sobre el Golfo de Campeche y a unos 195 km (120 millas) al este-noreste de Veracruz, México. Una misión de cazadores de huracanes en la tormenta en la tarde del 12 de octubre encontró que Karl había alcanzado su intensidad máxima en cuanto a vientos máximos sostenidos con 95 km/h (60 mph) mientras se movía lentamente hacia el norte a razón de 6 km/h (3mph). Sin embargo, el aumento de la cizalladura del viento comenzó a debilitar la tormenta a principios del 13 de octubre y Karl se estancó sobre el suroeste del Golfo de México. Sin embargo, la presión central de Karl comenzó a caer ligeramente después de que comenzó a moverse hacia el sur-sureste a medida que avanzaba el día y alcanzó su presión más baja con 998 mbar a las 03:00 UTC del 14 de octubre. La cizalladura moderada del noroeste y el aire más seco en los niveles medios continuaron impidiendo que Karl se fortaleciera el 14 de octubre, a medida que avanzaba hacia la costa del sur de México. Las imágenes satelitales de esa mañana mostraron que la densa nubosidad alrededor del centro de bajo nivel de la tormenta se había vuelto más simétrica durante la noche, con sus fuertes tormentas concentradas al sureste del centro. En la tarde del 14 de octubre, el aire seco y la cizalladura del viento deterioraron a Karl en gran medida dejándolo sin convección alguna y como resultado de esto se debilitó a una depresión tropical a las 03:00 UTC del 15 de octubre. Finalmente Karl se deterioró en un remanente bajo a las 09:00 UTC del 15 de octubre a 125 km (80 millas) al oeste de la Ciudad del Carmen, Campeche en México.
En Chiapas, México las fuertes lluvias asociadas a los restos de Karl dejaron tres fallecidos, la evacuación de más de mil personas y más de 22 mil 700 damnificados. Se reportaron fuertes inundaciones, desbordamientos de ríos, afectaciones serias a viviendas y el colapso de un puente en ese estado. Se registraron además fuertes inundaciones en los estados de Veracruz, Oaxaca y Tabasco.

### Huracán Lisa
El 28 de octubre de 2022, el Centro Nacional de Huracanes (NHC) comenzó a monitorear una amplia área de baja presión que se desarrolló sobre el sureste del Mar Caribe muy próxima a la costa norte-central de Venezuela que produjo una gran área de lluvias y tormentas eléctricas desorganizadas. Temprano el 30 de octubre, los datos de dos misiones de aviones de cazadores de huracanes en la perturbación mostraron que el centro de circulación del sistema se estaba definiendo mejor y que estaba produciendo vientos sostenidos entre 55 a 65 km/h (35 a 40 mph) hacia el norte de su centro. Como resultado, y debido a la amenaza que el sistema en desarrollo representaba para las áreas terrestres en el Mar Caribe central, el NHC inició avisos sobre la perturbación como Potencial Ciclón Tropical Quince a las 21:00 UTC de ese día. La perturbación se organizó mejor y finalmente definió su centro de circulación y como ya tenía vientos con fuerza de tormenta tropical se convirtió en la Tormenta tropical Lisa a las 15:00 UTC del 31 de octubre, a unos 285 km (175 millas) al sur de Kingston, Jamaica. En ese momento, la mayor parte de la intensa actividad tormentosa de la tormenta estaba ocurriendo en los lados este y sur del centro como resultado de la cizalladura del viento del oeste. Más tarde ese día, la cizalla comenzó a disminuir, lo que permitió a Lisa organizarse mejor. La tormenta comenzó a formar más convección al noroeste del centro y los datos de una misión de cazadores de huracanes indicaron que la circulación de bajo nivel se estaba alargando menos. Como resultado, Lisa se fortaleció y se convirtió en un huracán de categoría 1 a las 12:00 UTC del 2 de noviembre, cuando se acercaba a la costa de Belice a unos 165 km (100 millas) al este-sureste de la Ciudad de Belice. Lisa continuó intensificándose y alcanzó su presión más baja a las 15:00 UTC de ese día con 987 mbar, mientras que sus vientos más fuertes de 140 km/h (85 mph) los alcanzó a las 21:00 UTC. Veinte minutos después, a las 21:20 UTC, Lisa tocó tierra cerca de la Ciudad de Belice, cerca de la desembocadura del Río Sibun con vientos máximos sostenidos de 140 km/h (85 mph) y una presión mínima de 990 mbar. Después de toca tierra Lisa se debilitó rápidamente cayendo al estado de tormenta tropical a las 03:00 UTC del 3 de noviembre sobre Belice. Continuó debilitándose a medida que avanzaba sobre el norte de Guatemala y luego el sur de México, donde se convirtió en una depresión tropical a las 15:00 UTC de ese día. El ciclón luego se movió sobre Campeche y emergió sobre las cálidas aguas de la Bahía de Campeche temprano el 4 de noviembre, donde aumentó su convección profunda, aunque confinada principalmente al norte de su centro por fuertes vientos del sur en los niveles superiores. Sin embargo, esta actividad renovada duró poco, aunque continuó produciendo algunos estallidos limitados de convección hasta el 5 de noviembre, cuando el ciclón degeneró en un remanente bajo a las 15:00 UTC ubicado sobre el Golfo de México y a unos 245 km (155 millas) al norte-noreste de Veracruz, México.

### Huracán Martin
El 31 de octubre, el Centro Nacional de Huracanes (NHC) comenzó a monitorear un área no tropical de baja presión ubicada en el Atlántico subtropical central al noreste de las Bermudas que, aunque unida a un límite frontal, tenía un pequeño núcleo con vientos huracanados y un área concentrada de convección cerca de su centro. Temprano el 1 de noviembre, se desarrolló una convección profunda cerca del centro, que se había separado del límite frontal. Al mismo tiempo, el sistema desarrolló un núcleo cálido no frontal y además se mostraba mucho más organizado en las imágenes de satélite, lo que resultó en la formación de la Tormenta tropical Martin a las 15:00 UTC de ese día con vientos máximos sostenidos de 85 km/h (50 mph) y una presión central de 997 mbar, ubicado en ese momento a unos 885 km (550 millas) al este-noreste de las Bermudas. La tormenta continuó organizándose hasta el día siguiente, a medida que se desarrollaba un ojo mejor definido, con un patrón de bandas estrechas que envolvía el centro, lo que resultó en que Martin se fortaleciera hasta convertirse en el séptimo huracán de la temporada como un huracán de categoría 1 a las 15:00 UTC del 2 de noviembre. A las 15:00 UTC del 3 de noviembre Martin alcanzó su intensidad máxima con vientos máximos sostenidos de 140 km/h (85 mph) y una presión central mínima de 960 mbar a más de 1200 km al noroeste de las Islas Azores. Seis horas después, a las 21:00 UTC, mientras mantenía la fuerza de un huracán, Martin pasó a ser un ciclón postropical, sobre el Atlántico Norte abierto a unos 1510 km (940 millas) al norte-noroeste de las islas Azores.

### Huracán Nicole
El 4 de noviembre, el Centro Nacional de Huracanes (NHC) comenzó a monitorear el noreste del Mar Caribe y el suroeste del Atlántico, donde se esperaba que se desarrollara un gran sistema de baja presión no tropical en los siguientes días. El 5 de noviembre, se desarrolló un área de baja presión que produjo lluvias y tormentas eléctricas desorganizadas justo al norte de Puerto Rico y en la mañana del 6 de noviembre el sistema tenía una posibilidad de desarrollo alta en los próximos 2 y 5 días con 70% y 90% respectivamente. Beneficiándose de la afluencia de humedad tropical del Mar Caribe y temperaturas muy cálidas de la superficie del mar de alrededor de 28 °C (83 °F), la perturbación exhibió algunas características subtropicales, y gradualmente se fue organizando mejor. Esta tendencia continuó y finalmente el sistema se convirtió en la Tormenta subtropical Nicole a las 09:00 UTC del 7 de noviembre ubicada a unos 895 km (555 millas) al este del noroeste de las Bahamas. A la mañana siguiente, la convección del núcleo interno del sistema mejoró y el radio de sus vientos máximos se contrajo, lo que indicó que Nicole se había convertido en un ciclón netamente tropical a las 15:00 UTC del 8 de noviembre. Nicole continuó intensificándose poco a poco durante el resto de ese día y principios del día siguiente moviéndose generalmente hacia el oeste y luego hacia el oeste-suroeste a medida que se acercaba al norte de las Bahamas con vientos sostenidos que llegaron hasta los 110 km/h (70 mph). A las 16:55 UTC del 9 de noviembre, Nicole tocó tierra en las Islas Ábaco, Bahamas, con vientos máximos sostenidos de 110 km/h (70 mph) y una presión central mínima de 985 mbar. Varias horas más tarde, a las 23:00 UTC de ese día, la tormenta se convirtió en un huracán de categoría 1 mientras tocaba tierra simultáneamente en Gran Bahama, Bahamas con vientos sostenidos de 120 km/h (75 mph) y una presión mínima de 980 mbar encontrándose además en ese momento en su máxima intensidad. Después de dejar las Bahamas, Nicole apuntó hacia el sureste de la Península de la Florida y a las 08:00 UTC del 10 de noviembre, tocó tierra en North Hutchinson Island, cerca de Vero Beach, Florida, con vientos sostenidos de 120 km/h (75 mph) y una presión mínima de 981 mbar. Poco después de tocar tierra, a las 09:00 UTC, Nicole se debilitó a una tormenta tropical mientras se movía a través de Florida central. Más tarde ese día, alrededor de las 21:00 UTC, su centro emergió brevemente sobre el Golfo de México, al norte de Tampa, antes de trasladarse a tierra nuevamente al noroeste de Cedar Key en la región de Big Bend en Florida. Tierra adentro, la tormenta se debilitó hasta convertirse en una depresión tropical a las 03:00 UTC del 11 de noviembre, a medida que avanzaba hacia el suroeste de Georgia. Más tarde, a las 21:00 UTC de ese día, Nicole se volvió postropical mientras estaba sobre Virginia Occidental a unos 85 km (55 millas) al sur-suroeste de Charleston. Los días de fuerte flujo de viento en tierra en la costa este de Florida produjeron una severa erosión de la playa, especialmente en Volusia, condados de St. Johns y Flagler. Once muertes en total se han relacionado con la tormenta, seis en República Dominicana y cinco en Florida.

## Otras tormentas

### Potencial ciclón tropical Cuatro
El 15 de agosto, el Centro Nacional de Huracanes (NHC) notó por primera vez el potencial de desarrollo de un ciclón tropical en el suroeste del Golfo de México a partir de una onda tropical que se encontraba sobre el Mar Caribe central. La baja emergió sobre el Golfo temprano el 19 de agosto produciendo lluvias desorganizadas. Debido a la amenaza que representaba el sistema en desarrollo para el noreste de México y el sur de Texas, el Centro Nacional de Huracanes (NHC) inició avisos sobre el sistema como Potencial Ciclón Tropical Cuatro a las 21:00 UTC de ese mismo día. A medida que la perturbación avanzaba hacia el noroeste hacia la costa del Golfo de México el 20 de agosto, una misión de cazadores de huracanes descubrió que todavía era una depresión superficial. Más tarde ese día, se movió tierra adentro, golpeando la costa a unas 60 millas (95 km) al suroeste de la desembocadura del Río Grande. Con eso, la ventana de oportunidad para el desarrollo tropical se cerró, y el NHC emitió su último aviso sobre el sistema a las 03:00 UTC del 21 de agosto. La perturbación trajo fuertes lluvias a la costa de Tamaulipas y la costa del sur de Texas.

## Nombres de los ciclones tropicales
Los siguientes nombres fueron usados para los ciclones tropicales que se formen en el océano Atlántico norte en 2022. Los nombres no usados están marcados con gris. Los nombres retirados, en caso, serán anunciados por la Organización Meteorológica Mundial (OMM) en la primavera de 2023. Los nombres que no fueron retirados serán usados de nuevo en la temporada del 2028. Esta es la misma lista utilizada en la temporada del 2016, a excepción de Martin y Owen, los cuales reemplazaron a Matthew y Otto respectivamente. El nombre Martin se usó por primera vez en esta temporada.
| - Alex - Bonnie - Colin - Danielle - Earl - Fiona - Gaston | - Hermine - Ian - Julia - Karl - Lisa - Martin - Nicole | - Owen (sin usar) - Paula (sin usar) - Richard (sin usar) - Shary (sin usar) - Tobias (sin usar) - Virginie (sin usar) - Walter (sin usar) |

### Nombres retirados
El 29 de marzo de 2023, durante la XLV sesión de la RA VI Hurricane Committee de la Organización Meteorológica Mundial retiró dos nombres, los nombres de Fiona e Ian debido a los cuantiosos daños y perdidas humanas que habían provocado. Serán reemplazados por Farrah e Idris en la temporada de 2028.

## Estadísticas de temporada
Esta es una tabla de todos los sistemas que se han formado en la temporada de huracanes de 2022. Incluye su duración, nombres, áreas afectadas, indicados entre paréntesis, daños y muertes totales. Las muertes entre paréntesis son adicionales e indirectas, pero, aún estaban relacionadas con esa tormenta. Los daños y las muertes incluyen totales mientras que la tormenta era extratropical, una onda o un baja, y todas las cifras del daño están en USD 2022.
| DT | TT | 1 | 2 | 3 | 4 | 5 |

| Nombre                  | Fechas activo                  | Categoría de tormenta en intensidad máxima | Vientos máx. (km/h) | Presión min (hPa) | ACE     | Áreas afectadas                               | Áreas afectadas  | Áreas afectadas | Daños (en millones USD) | Muertos |
| Nombre                  | Fechas activo                  | Categoría de tormenta en intensidad máxima | Vientos máx. (km/h) | Presión min (hPa) | ACE     | Lugar                                         | Fecha            | Vientos (km/h)  | Daños (en millones USD) | Muertos |
| ----------------------- | ------------------------------ | ------------------------------------------ | ------------------- | ----------------- | ------- | --------------------------------------------- | ---------------- | --------------- | ----------------------- | ------- |
| Alex                    | 5 – 6 de junio                 | Tormenta tropical                          | 110 (70)            | 984               | 1.635   | Ninguno                                       | Ninguno          | Ninguno         | N/A                     | 4       |
| Bonnie                  | 1 – 2 de julio                 | Tormenta tropical                          | 95 (60)             | 996               | 0.815   | Nicaragua-Costa Rica                          | 2 de julio       | 95 (60)         | $ 25 millones           | 5       |
| Colin                   | 1 – 2 de julio                 | Tormenta tropical                          | 65 (40)             | 1011              | 0.3675  | Hunting Island Estados Unidos                 | 1 de julio       | 65 (40)         | N/A                     | 1       |
| Danielle                | 1 – 8 de septiembre            | Huracán categoría 1                        | 140 (85)            | 972               | 11.9825 | Ninguno                                       | Ninguno          | Ninguno         | N/A                     | 0       |
| Earl                    | 2 – 10 de septiembre           | Huracán categoría 2                        | 175 (110)           | 948               | 14.6675 | Ninguno                                       | Ninguno          | Ninguno         | N/A                     | 4       |
| Fiona                   | 14 – 23 de septiembre          | Huracán categoría 4                        | 220 (140)           | 931               | 26.575  | Isla de Guadalupe                             | 16 de septiembre | 95 (60)         | $3.09 mil millones      | 29      |
| Fiona                   | 14 – 23 de septiembre          | Huracán categoría 4                        | 220 (140)           | 931               | 26.575  | Punta Tocón, Puerto Rico                      | 18 de septiembre | 140 (85)        | $3.09 mil millones      | 29      |
| Fiona                   | 14 – 23 de septiembre          | Huracán categoría 4                        | 220 (140)           | 931               | 26.575  | Boca de Yuma, República Dominicana            | 19 de septiembre | 150 (90)        | $3.09 mil millones      | 29      |
| Fiona                   | 14 – 23 de septiembre          | Huracán categoría 4                        | 220 (140)           | 931               | 26.575  | Isla Gran Turca                               | 20 de septiembre | 185 (115)       | $3.09 mil millones      | 29      |
| Fiona                   | 14 – 23 de septiembre          | Huracán categoría 4                        | 220 (140)           | 931               | 26.575  | Nueva Escocia, Canadá (post-tropical)         | 24 de septiembre | 155 (100)       | $3.09 mil millones      | 29      |
| Fiona                   | 14 – 23 de septiembre          | Huracán categoría 4                        | 220 (140)           | 931               | 26.575  | Quebec, Canadá (post-tropical)                | 25 de septiembre | 85 (50)         | $3.09 mil millones      | 29      |
| Gaston                  | 20 – 25 de septiembre          | Tormenta tropical                          | 100 (65)            | 994               | 5.135   | Ninguno                                       | Ninguno          | Ninguno         | N/A                     | 0       |
| Ian                     | 23 – 30 de septiembre          | Huracán categoría 5                        | 260 (160)           | 937               | 17.4675 | Pinar del Río, Cuba                           | 27 de septiembre | 205 (125)       | $112.9 mil millones     | 168     |
| Ian                     | 23 – 30 de septiembre          | Huracán categoría 5                        | 260 (160)           | 937               | 17.4675 | Cayo Costa, Estados Unidos                    | 28 de septiembre | 240 (150)       | $112.9 mil millones     | 168     |
| Ian                     | 23 – 30 de septiembre          | Huracán categoría 5                        | 260 (160)           | 937               | 17.4675 | Punta Gorda, Estados Unidos                   | 28 de septiembre | 235 (145)       | $112.9 mil millones     | 168     |
| Ian                     | 23 – 30 de septiembre          | Huracán categoría 5                        | 260 (160)           | 937               | 17.4675 | Georgetown, Estados Unidos                    | 30 de septiembre | 140 (85)        | $112.9 mil millones     | 168     |
| Hermine                 | 23 – 24 de septiembre          | Tormenta tropical                          | 65 (40)             | 1003              | 0.3675  | Ninguno                                       | Ninguno          | Ninguno         | N/A                     | 0       |
| Once                    | 28 – 29 de septiembre          | Depresión tropical                         | 55 (35)             | 1008              | 0       | Ninguno                                       | Ninguno          | Ninguno         | N/A                     | 0       |
| Doce                    | 4 – 6 de octubre               | Depresión tropical                         | 55 (35)             | 1007              | 0       | Ninguno                                       | Ninguno          | Ninguno         | N/A                     | 0       |
| Julia                   | 7 – 9 de octubre               | Huracán categoría 1                        | 140 (85)            | 982               | 2.805   | Adícora, Venezuela                            | 7 de octubre     | 55 (35)         | $400 millones           | 89      |
| Julia                   | 7 – 9 de octubre               | Huracán categoría 1                        | 140 (85)            | 982               | 2.805   | La Guajira, Colombia                          | 7 de octubre     | 55 (35)         | $400 millones           | 89      |
| Julia                   | 7 – 9 de octubre               | Huracán categoría 1                        | 140 (85)            | 982               | 2.805   | Laguna de Perlas, Nicaragua                   | 9 de octubre     | 140 (85)        | $400 millones           | 89      |
| Karl                    | 11 – 14 de octubre             | Tormenta tropical                          | 95 (60)             | 997               | 2.12    | Ninguno                                       | Ninguno          | Ninguno         | N/A                     | 3       |
| Lisa                    | 31 de octubre – 5 de noviembre | Huracán categoría 1                        | 150 (90)            | 985               | 3.395   | Costa de Belice                               | 2 de noviembre   | 150 (90)        | $100 millones           | 0       |
| Martin                  | 1 – 3 de noviembre             | Huracán categoría 1                        | 140 (85)            | 965               | 3.025   | Ninguno                                       | Ninguno          | Ninguno         | N/A                     | 0       |
| Nicole                  | 7 – 11 de noviembre            | Huracán categoría 1                        | 120 (75)            | 980               | 4.065   | Isla Gran Ábaco, Bahamas                      | 9 de noviembre   | 110 (70)        | $1 mil millones         | 11      |
| Nicole                  | 7 – 11 de noviembre            | Huracán categoría 1                        | 120 (75)            | 980               | 4.065   | Isla Gran Bahama, Bahamas                     | 9 de noviembre   | 120 (75)        | $1 mil millones         | 11      |
| Nicole                  | 7 – 11 de noviembre            | Huracán categoría 1                        | 120 (75)            | 980               | 4.065   | Vero Beach, Estados Unidos                    | 10 de noviembre  | 120 (75)        | $1 mil millones         | 11      |
| Nicole                  | 7 – 11 de noviembre            | Huracán categoría 1                        | 120 (75)            | 980               | 4.065   | Cedar Key, Estados Unidos                     | 10 de noviembre  | 75 (45)         | $1 mil millones         | 11      |
| Nicole                  | 7 – 11 de noviembre            | Huracán categoría 1                        | 120 (75)            | 980               | 4.065   | Desembocadura del Río Aucilla, Estados Unidos | 11 de noviembre  | 65 (40)         | $1 mil millones         | 11      |
| Totales de la temporada |                                |                                            |                     |                   |         |                                               |                  |                 |                         |         |
| 16 ciclones             | 5 de junio - 11 de noviembre   |                                            | 260 (160)           | 931               | 94.4225 | 21                                            | 21               | 21              | $117.434 mil millones   | 314     |